# Penny Taylor-Gil
Penny Taylor (Melbourne, 24 de mayo de 1981) es una jugadora de baloncesto femenino australiana, que jugó en los Phoenix Mercury de la Women's National Basketball Association (WNBA).
En 2006 capitaneó a la selección femenina de baloncesto de Australia a una medalla de oro al Campeonato mundial de baloncesto femenino de 2006, ganando el premio de mejor jugadora del torneo por delante de su compañera Lauren Jackson.

## Vida personal
Taylor se casó en 2005 con el volleybolista brasileño Rodrigo Rodrigues Gil, pero más tarde se divorciaron. El 13 de mayo de 2017 se casó con Diana Taurasi.